# روبن ويلسون (لاعب هوكي الحقل)
روبن ويلسون (بالإنجليزية: Robin Wilson)‏ هو لاعب هوكي الحقل نيوزيلندي، ولد في 4 أكتوبر 1957.

## وصلات خارجية
- روبن ويلسون على موقع أوليمبيديا (الإنجليزية)